# アフリカの音楽
アフリカの音楽（アフリカのおんがく、Music of Africa）は、アフリカ大陸の広大さを考えると多様であり、地域や国には多くの異なる音楽の伝統がある。

## 概要
アフリカ音楽には、アマピアノ、ジュジュ、フジ、アフロビート、ハイライフ、マコッサ、キゾンバなどのジャンルが含まれる。
アフリカ系の人々の音楽とダンスはアフリカの音楽の伝統に基づいて形成されたが、その程度は様々であり、ディキシーランド・ジャズ、ブルース、ジャズなどのアメリカ音楽やカリプソ、ソカなどの多くのカリブ音楽が含まれる。
コンガ、ルンバ、ソン・クバーノ、サルサ、ボンバ、クンビア、サンバ、ズークなどのラテン・アメリカの音楽ジャンルは、大西洋奴隷貿易で奴隷にされたアフリカ人の音楽に基づいて生まれ、アフリカのポピュラー音楽に影響を与えた。
アジア、インド、中東の音楽と同様、非常にリズミカルな音楽である。あるリズムが別のリズムに対して演奏されることで生まれた複雑なリズムパターンはポリリズムを作る。最も一般的なポリリズムは、八分音符で刻まれるストレート・ノートに対して3連符を演奏するように、2ビートに重ねて3ビートを演奏する。サハラ以南のアフリカ音楽の伝統では、木琴、ジャンベ、ドラム、ムビラや「親指ピアノ」などの音色生成楽器など、さまざまな種類の打楽器が頻繁に使われる。。
アフリカ音楽のもう1つの際立った形式は、その「コール&レスポンス」の性質にある。ある声または楽器が短い旋律のフレーズを演奏し、そのフレーズが別の声または楽器によって繰り返される。この繰り返しの性質はリズムでも行われ、1つのドラムがリズミカルなパターンを演奏すると、別のドラムが同じパターンを繰り返し演奏する。またアフリカ音楽には即興性もある。通常、コアとなるリズミカルなパターンが演奏され、ドラマーは変化の少ない元のパターンに重ねて新しいパターンを即興で演奏する。
大陸のほとんどの伝統音楽は、口頭で(聞き取りで)伝えられており、文字で残されていない。西洋の記譜法に簡単に変換できないピッチとイントネーションの微妙な違いがある。アフリカ音楽は、西洋のテトラトニック(4分音符)、ペンタトニック(5分音符)、ヘキサトニック(6分音符)、およびヘプタトニック(7分音符) スケールに最も厳密に従っている。メロディーの調和は、3度、4度、または5度で並行して歌うことによって完成される。
音楽はアフリカの宗教にとって重要であり、儀式や宗教儀式では歌や踊りに音楽を使用するのと同様に世代から世代へと物語を伝えるために音楽が使われる。

## 地域別音楽

### 北アフリカとアフリカの角
北アフリカは、古代エジプトとカルタゴの本拠地であり、古代オリエントと強い結びつきを持つ文明であり、古代ギリシャとローマの文化に影響を与えた。最終的に、エジプトはペルシャの支配下に落ちてその後ギリシャとローマの支配が続き、カルタゴは後にローマ人とヴァンダル人によって支配された。北アフリカは後にアラブ人によって征服され、アラブ世界のマグレブとしてこの地域を確立した。

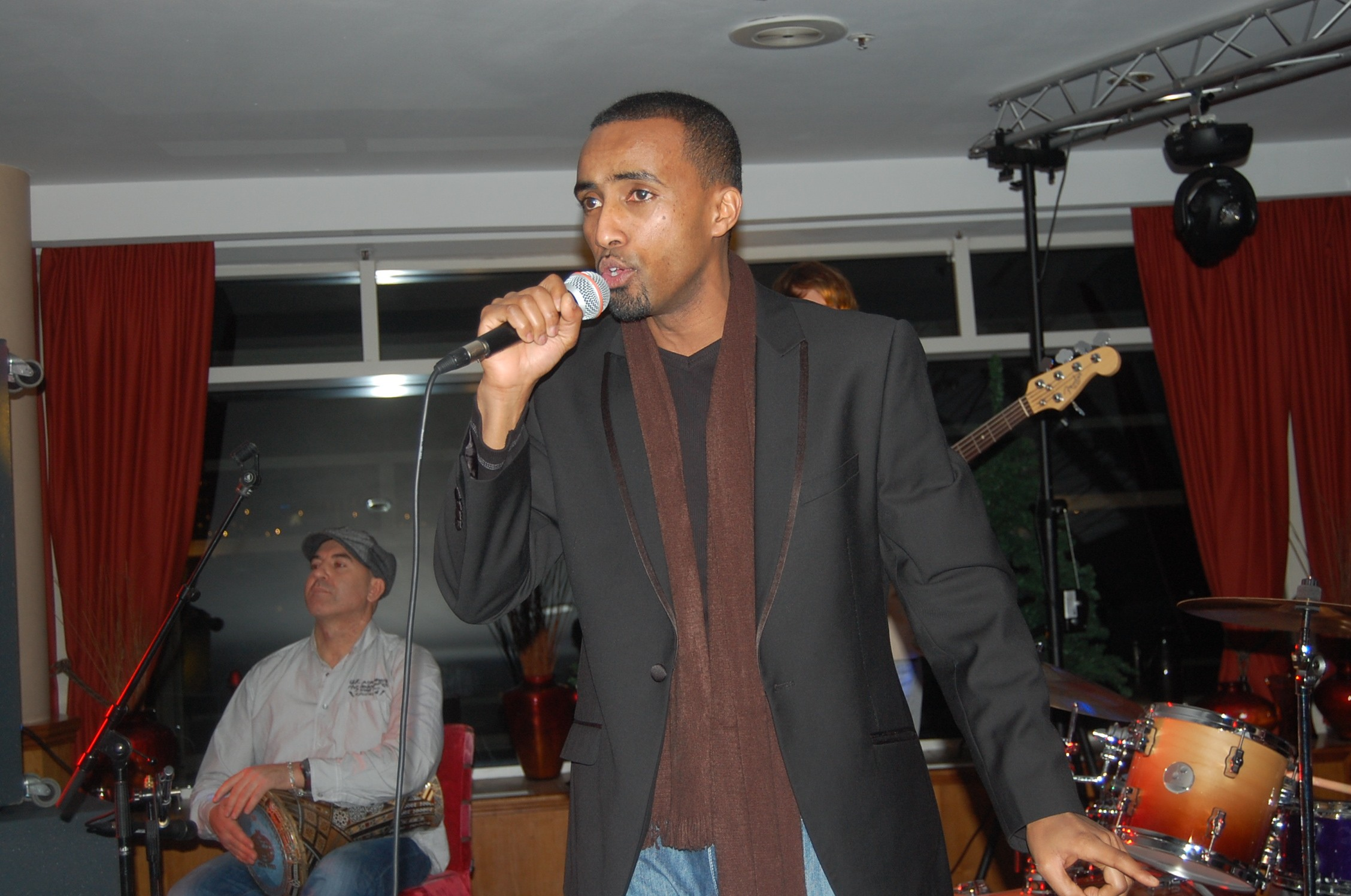
Aar Maanta がオランダ、ハーグのPier Scheveningen Strandweg で彼のバンドと演奏

ナイル渓谷とアフリカの角(地図上の空色と濃い緑色の地域)の音楽ジャンルのように 、その音楽は中東音楽と密接な関係があり、同様の旋法(マカーム) を利用している。北アフリカの音楽には、古代エジプトの音楽からベルベル人、砂漠の遊牧民のトゥアレグ音楽まで、かなりの範囲がある。この地域の芸術音楽は、何世紀にもわたってアラビアとアンダルシアの古典的な音楽の輪郭を踏襲してきた。その人気のある現代的なジャンルには、アルジェリアのライが含まれる。
これらと一緒に、エリトリア、エチオピア、ジブチ、ソマリアの音楽を含む、スーダンとアフリカの角の音楽をグループ化することができる。ソマリア音楽は通常、メジャー・スケールなどのヘプタトニック(7 音符) スケールとは対照的に、オクターブあたり5つのピッチを使用するペンタトニックである。エチオピアの高地の音楽は、qenetと呼ばれる基本的な旋法システムを使用する。このシステムには、テゼタ、バティ、アンバセル、およびアンチホイの 4 つの主要な旋法がある。  また追加の旋法としてテゼータ・マイナー、バティ・メジャー、バティ・マイナーがあるが、３つとも上記のバリエーションである。

### 西、中央、南東、南アフリカ
民族音楽学のパイオニア、アーサー・モリス・ジョーンズ(1889–1980) は、サハラ以南のアフリカ音楽の伝統に共通するリズム原理が1 つの主要なシステムを構成していることを観察した。同様に、マスタードラマーで学者の CK Ladzekpo は、サハラ以南のアフリカのリズム原理の「深い均質性」を断言している。
アフリカの伝統音楽は、本質的に機能的であることがよくある。パフォーマンスは長時間になる場合があり、多くの場合、聴衆の参加が必要である。例えば、専門的な労働歌、出産、結婚、狩猟や政治活動に伴う歌、悪霊を追い払い、善霊、死者、先祖に敬意を払うための音楽が存在する。これは意図された社会的文脈の外で行われることはなく、その多くは特定のダンスに関連している。プロの音楽家によって演奏されるその一部は、宗教音楽、または宮廷で演奏される儀式や宮廷の音楽である。
音楽学的には、サハラ以南のアフリカは 4 つの地域に分けられる。
- 東部地域(地図上の薄緑色の地域)には、ウガンダ、ケニア、ルワンダ、ブルンジ、タンザニア、マラウイ、モザンビーク、ジンバブエ、マダガスカル、セイシェル、モーリシャス、コモールの島々が含まれる。これらの多くはアラビア音楽やインド、インドネシア、ポリネシアの音楽の影響を受けているが、この地域の土着音楽の伝統は主にサハラ以南のニジェール・コンゴ語を話す人々の主流である。
- 南部地域(地図上の茶色の地域)には、南アフリカ、レソト、スワジランド、ボツワナ、ナミビア、アンゴラの音楽が含まれている。
- 中央地域(地図上の紺色の地域)には、ピグミー音楽を含む、チャド、中央アフリカ共和国、コンゴ民主共和国、ザンビアの音楽が含まれている。
- 西アフリカの音楽(地図上の黄色の地域)には、セネガルとガンビア、ギニアとギニアビサウ、シエラレオネとリベリア、マリ、ニジェール、ブルキナファソの内陸平原、コートジボワールの沿岸諸国の音楽が含まれる。 ガーナ、トーゴ、ベナン、ナイジェリア、カメルーン、ガボン、コンゴ共和国、サントメ・プリンシペなどの島々。

南部アフリカ、中央アフリカ、西アフリカも同様に、サハラ以南の幅広い音楽の伝統に属している。彼らはまた、アフリカのイスラム教徒地域から、そして現代ではアメリカ大陸と西ヨーロッパから、いくつかの補助的な影響を持っている。
アフロビート、ジュジュ、フジ、ハイライフ、マコッサ、キゾンバが西アフリカで上演される。西アフリカの音楽には地域的なバリエーションがあり、歴史家のシルヴィアン・ディウフと民族音楽学者のゲルハルト・クビックによると、イスラム教徒の地域はイスラム音楽の要素を取り入れ、非イスラム教徒の地域は先住民族の伝統の影響をより強く受けている。ディウフによれば、伝統的なイスラム教徒の西アフリカ音楽には、神を賛美する歌詞、メロディー、音符の変化、声帯の震え、音階の劇的な変化、鼻のイントネーションが存在する。クビックによれば、イスラム教徒の西アフリカの歌手の声のスタイルについて「メリスマ、波状のイントネーションなどを使用することは、西アフリカの広大な地域の遺産であり、7世紀以降マグレブのイスラム世界と接触していた。」という。楽器に関しては、弦楽器（バンジョーの祖先を含む）は伝統的にイスラム教徒の西アフリカ人に好まれ、太鼓は伝統的に非イスラム教徒の西アフリカ人に好まれていたとクビックは述べている。

## 楽器

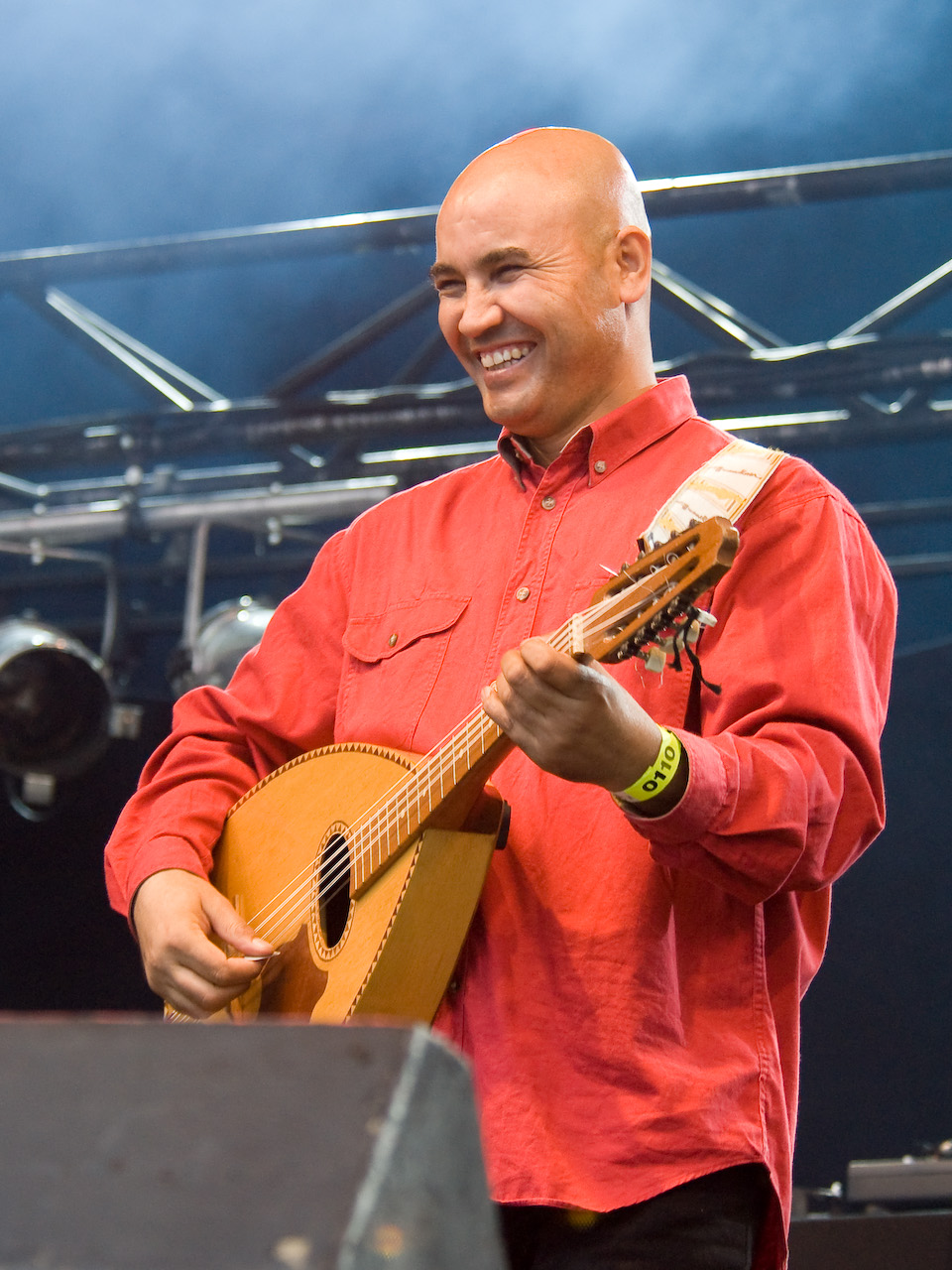
マンドールを演奏するアルジェリアのミュージシャンAbderrahmane Abdelli

複雑なハードメリスマやヨーデルなど様々な技法を駆使した発声の他、幅広い楽器を使用。アフリカの楽器には、幅広いドラム、スリット・ゴング、ラトル、ダブル・ベル、さまざまな種類のハープ、コラやンゴニなどのハープに似た楽器、フィドル、多くの種類の木琴やラメロフォンなどが存在する。ムビラ、フルートやトランペットなどのさまざまな種類の管楽器。さらに、弦楽器も使用され、一部の地域ではリュートのようなウードとンゴニが音楽の伴奏として機能している。
サハラ以南のアフリカの楽器には、メンブラノフォン、コードフォン、エアロフォン、イディオフォン、パーカッションの5つのグループが存在する。メンブラノフォンは、やかん、土鍋、樽などのドラムである。コードフォンは、ハープやフィドルなどの弦楽器である。エアロフォンは管楽器の別名である。これらには、フルートやトランペットが含まれる場合があり、アメリカ音楽で聞こえる楽器と同様である。イディオフォンはガラガラやシェイカーであるが、パーカッションは足踏みや手拍子のような音になる。木製の楽器の多くには、祖先を表す形や絵が彫られている。羽やビーズで飾られたものも存在する。
アフリカの伝統音楽で使用される太鼓には、トーキング・ドラム、西アフリカのブーガラブー、ジャンベ、中央アフリカと西アフリカの水太鼓、中央アフリカと南部アフリカのさまざまな種類のンゴマドラム(またはエンゴマ) が存在する。他の打楽器には、コシカ（カシャカ）、レインスティック、ベル、ウッドスティックなど、多くのガラガラやシェイカーが含まれる。また、アフリカには他にも多くの種類の太鼓、多くのフルート、弦楽器、管楽器が存在する。
ポリリズムの演奏は、西洋音楽のポリフォニーとは対照的に、サブサハラ音楽の最も普遍的な特徴の1つである。同時に対照的なリズムの演奏を容易にするために、いくつかのユニークに設計された楽器が時間の経過とともに進化してきた。ムビラ、カリンバ、コラ、ンゴニ、ドゥスングーニはこれらの楽器の例であり、低音から高音への通常の単一の線形順序ではなく、クロスリズムの演奏をさらに容易にする2つの別々のランク配列で音符を編成する。この原則の継続的な影響は、20世紀のアメリカの楽器であるグラビコラとグラビコードに見ることができる。これらは新しい現代の例である。

## 言語との関係
アフリカで話されている言語の多くは声調言語であり、一部の地域文化では音楽と言語が密接に結びついている。これらの特定のコミュニティは、音楽とともに声の音や動きも使用する。歌唱では、調性パターンまたはテキストが旋律パターンにいくつかの制約を課す。一方、インストゥルメンタル音楽では、その言語のネイティブ・スピーカーは、多くの場合、音楽内のテキストまたはテキストを知覚できる。この効果は、ドラム言語(トーキング ドラム) の基礎ともなる。

## アフリカ音楽への影響

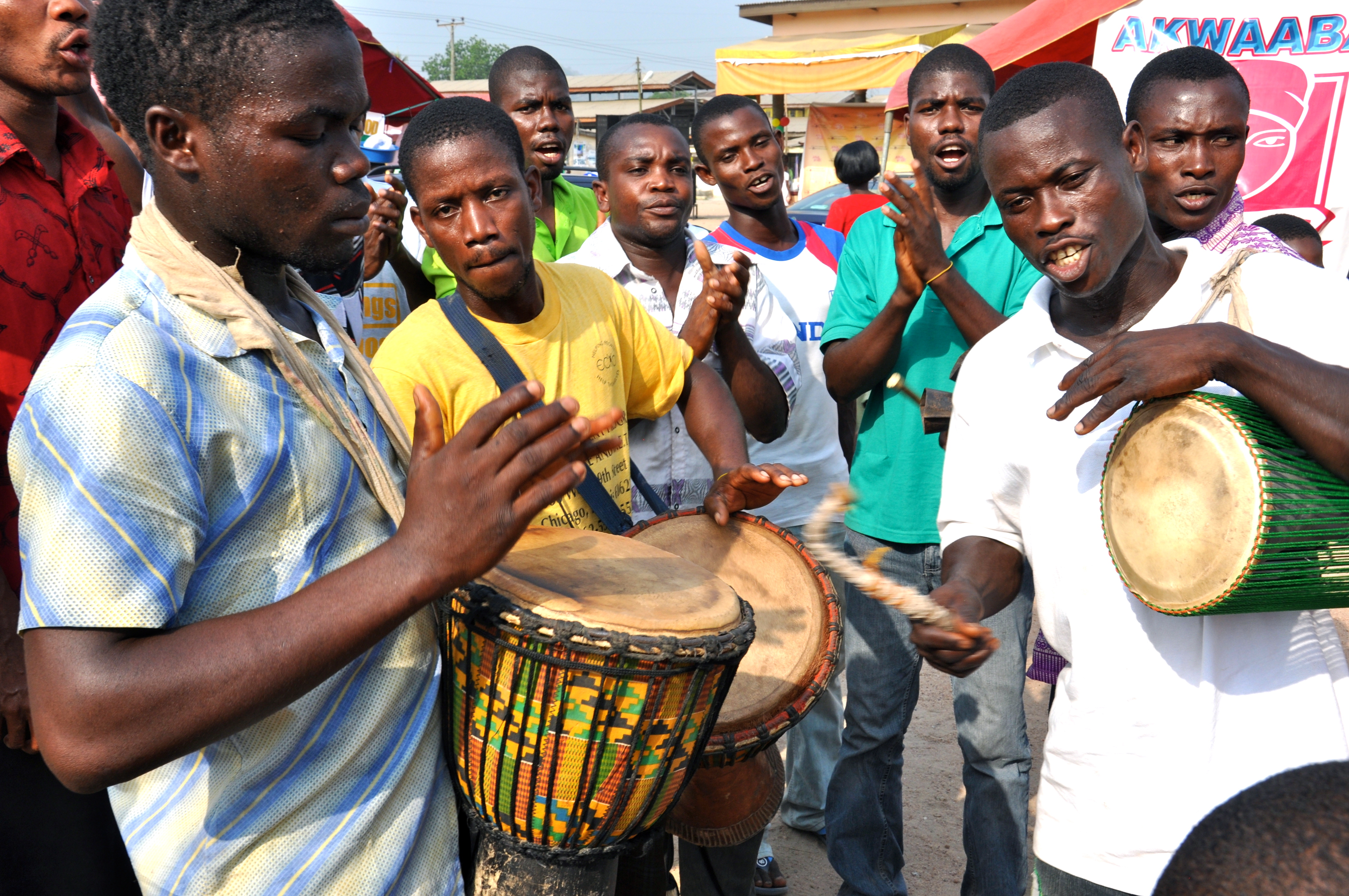
ガーナの伝統的な太鼓奏者

歴史的に、いくつかの要因がアフリカの伝統音楽に影響を与えてきた。音楽は、言語、環境、さまざまな文化、政治、人口移動などの影響を受け、それらすべてが混在している。アフリカの各グループは、大陸の異なる地域で進化した。つまり、彼らは異なる食べ物を食べ、異なる気象条件に直面し、他の社会とは異なるグループと接触した。各グループは、他のグループとは異なる速度で異なる場所に移動したため、それぞれ異なる人々や状況の影響を受けた。さらに、各社会は必ずしも同じ政府の下で運営されているとは限らず、それも彼らの音楽スタイルに大きな影響を与えた。

## 北米音楽への影響
アフリカ音楽は、今日私たちがディキシーランド、ブルース、ジャズとして知っているものを形成する主な要因となっている。これらのスタイルはすべて、奴隷にされたアフリカ人によって大西洋にもたらされた、アフリカのリズムとサウンドから借用したものである。サハラ以南のアフリカのアフリカ音楽は、ほとんどが陽気でポリリズミカルで楽しいものであるが、ブルースは新世界の奴隷制の状況から生じた美的発展と見なされるべきだと言える。ブルースは、アフリカのブルー ノートスケールとヨーロッパの12音の楽器の融合として進化した可能性がある。アイルランドとスコットランドの入植者の音楽の伝統は、アフリカ系アメリカ人の音楽的要素と融合して、他のジャンルの中でも特にオールドタイムやブルーグラスに変化した。.

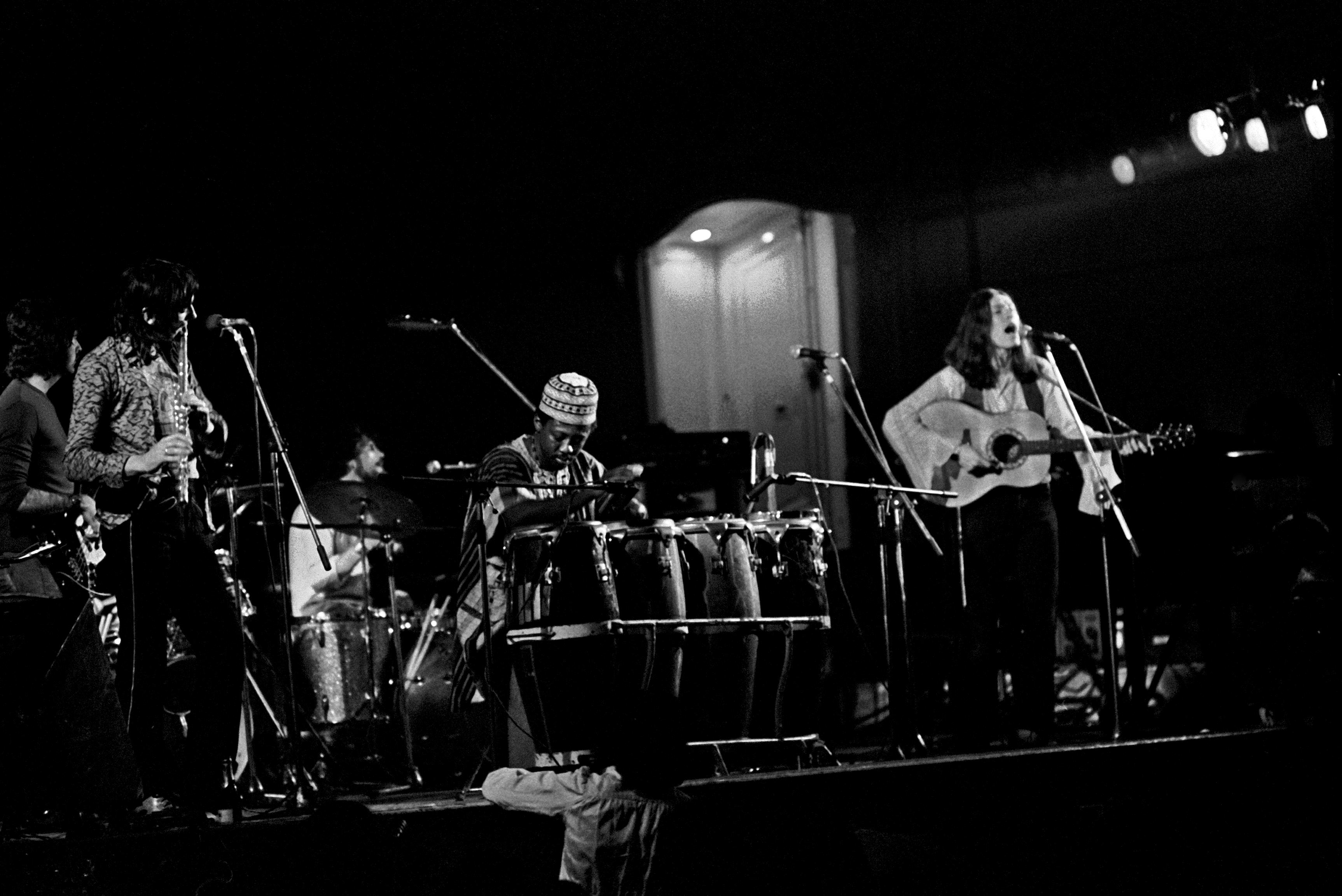
スティーブ・ウィンウッドのプログレッシブ・ロック/ジャズ・ロック・バンド、トラフィックは西アフリカのリズムをよく使用していた

彼のアルバムGracelandで、アメリカのフォーク ミュージシャン、ポール・サイモンは、アフリカのバンド、リズム、メロディーを彼自身の歌詞の音楽的背景として採用している。特にレディスミス・ブラック・マンバーゾ。 1970 年代初頭、アフロ・ロックの前衛ドラマーであるレミ・カバカは、ジンジャー・ベイカーのエアフォース、ローリング・ストーンズ、スティーブ・ウィンウッドのトラフィックなどのバンドでアフロ・ロック サウンドを作成する最初のドラム・パターンを作成した。彼は 10 年間、ウィンウッド、ポール・マッカートニー、ミック・ジャガーと仕事を続けた。
サハラ以南アフリカの特定の音楽的伝統は、伝統音楽と西洋音楽を融合させたディズニーの『ライオン・キング』や『ライオン・キング II: シンバズ・プライド』などの作品にも大きな影響を与えた。 「Circle of Life」や「He Lives in You」などの曲は、ズールー語と英語の歌詞のほか、アフリカの伝統的なスタイルとよりモダンな西洋のスタイルを組み合わせたものである。さらに、ディズニーの映画には、バントゥースワヒリ語の単語が数多く含まれている。たとえば、hakuna matataというフレーズは実際のスワヒリ語のフレーズで、実際には「心配はいりません」という意味である。Simba、Kovu、Ziraなどの文字もスワヒリ語で、それぞれ「ライオン」、「傷跡」、「憎しみ」を意味する。
ババトゥンデ・オラトゥンジ、ミリアム・マケバ、ヒュー・マセケラは、アメリカでかなりの数のファンを獲得した初期のアフリカ人アーティストの1人でした。非営利のアフリカ系アメリカ人のラジオ局は、1960年代と1970年代に文化的および政治的使命の一環としてアフリカ音楽を宣伝した。アフリカの音楽はまた、歴史的黒人のカレッジや大学 (HBCU) で熱心な聴衆を見つけ、特に公民権運動やブラック・パワー運動の活動家にアピールした。

## アフリカのポピュラー音楽

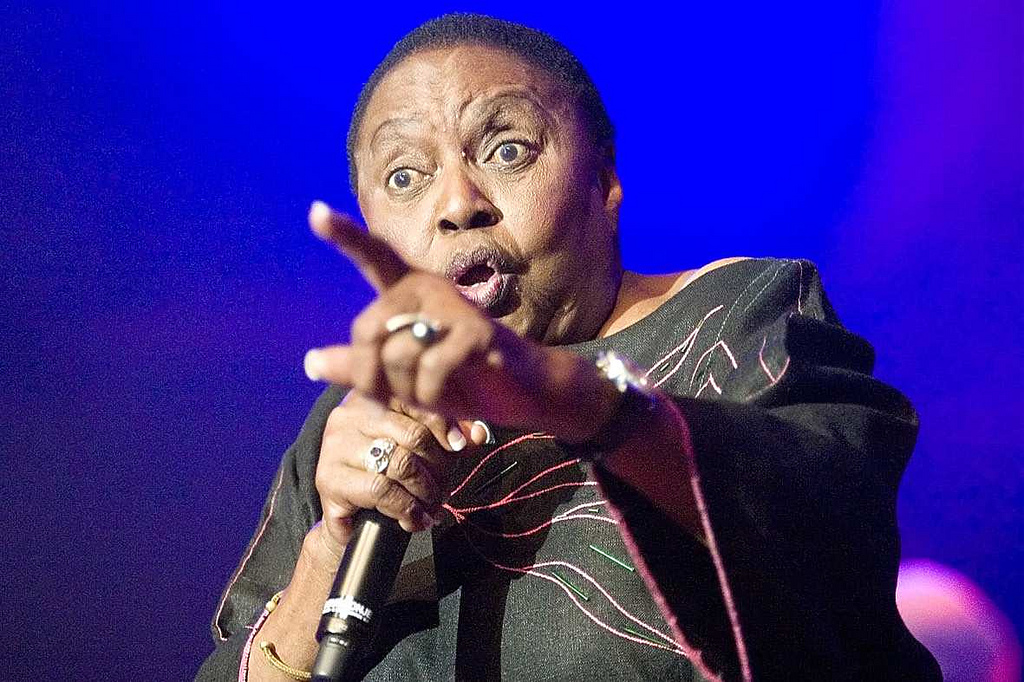
パフォーマンス中のミリアム・マケバ

アフリカのポピュラー音楽は、アフリカの伝統音楽と同様に広大で多様である。アフリカのポピュラー音楽のほとんどの現代的なジャンルは、西洋のポピュラー音楽との相互受粉に基づいている。ブルース、ジャズ、ルンバなどのポピュラー音楽の多くのジャンルは、奴隷にされたアフリカ人によってアメリカ大陸に持ち込まれたアフリカの音楽の伝統にさまざまな程度で派生している。これらのリズムとサウンドは、その後、ロック、ソウル ミュージック、リズム アンド ブルースなどの新しいジャンルに採用された。同様に、アフリカのポピュラー音楽は要素、特に西洋音楽の楽器や録音スタジオ技術を取り入れている。
西アフリカでは、フェラ・クティとトニー・アレンがアフロビート・ミュージックを演奏した。フェミ・クティとスン・クティは父親のフェラ・クティに続いた。南アフリカのポピュラー音楽の最も重要な20世紀の歌手の1人は、60年代にアフリカ音楽とその意味に世界の聴衆の注目を集める上で重要な役割を果たしたミリアム・マケバであった。 マケバは、1950年代からアフリカで最も影響力があり人気のあるミュージシャンの1人と言われている。彼女は、1つのすべての女性のバンドと他の2つのバンドを含む3つのバンドの一人であった。彼女はあらゆる種類のジャズ音楽、伝統的なアフリカ音楽、当時西アフリカで人気のあった音楽を演奏した。ミリアムは彼女の音楽の大部分を「mbube」の形で演奏した。これは「アメリカのジャズ、ラグタイム、英国国教会の賛美歌、および土着の音楽スタイルを取り入れたボーカル ハーモニーのスタイル」であった。彼女が米国に引っ越した後、マケバのパスポートに問題が発生し、彼女はアメリカに留まらなければならなかった。彼女はアフリカの音楽のほとんどにアメリカのひねりを加えたと言われている。彼女の声域は非常に多様で、ほぼすべての音を出すことができた。「アフリカ音楽の女帝」は76歳で亡くなった。
アフロとユーロのハイブリッド・スタイルであるキューバのソンは、アフリカの特定のポピュラー音楽に影響を与えている。大陸で最初のギター・バンドのいくつかは、キューバの歌のカバーを演奏した。コンゴの初期のギターベースのバンドは、自分たちの音楽をルンバと呼んでいました (ただし、ルンバベースではなく、ソンであった)。コンゴのスタイルは、最終的にスークスとして知られるようになった。
カルポップは、Klassik Nationレコード・レーベルのKlassikanロイヤル・コミュニティで生まれた音楽ジャンルである。カルポップは、1990年代半ばにケニアで現代的な形で始まり、後に米国と英国に広がった、クラシカン、アフリカ、言語 (多文化)、およびポピュラー音楽のジャンルである。カルポップ音楽は、成長するファンベースの本拠地を見つけており、多くの地元で確立されたカルポップバンドだけでなく、新興のカルポップバンド（ナイロビだけでも13を超えるアクティブなローカル・カルポップ・バンドがある）が、相互に組織化されただけでなく、カルポップをテーマにしたイベント等、さまざまな活動に従事することにより、このジャンルをさらに固めている DON SANTO。ケニアにはBadman Killa、Blessed Paul、Cash B、Jay Nuclear、Rekless、G-Youts (Washu B と Nicki Mulla)、Sleek Whizz、Chizei など、カルポップ音楽を演奏する多くのアーティストが存在する。
ロック・ミュージックに関しては、やはり英語圏である旧イギリス植民地で発達し易い傾向がある。ザンビアやジンバブエ、コンゴ、南アフリカ等では70年代からロック・バンドが活動している。南アフリカは特に白人が中心の社会を長年送ってきた関係か、白人向けのロックバンドが多数存在している。サブジャンルも60年代のビートミュージック、サイケデリック・ロックから始まり、パンクロック、ハードロック、ヘヴィメタル、ブルースロックと、ほぼ欧米と変わらないレベルでバンドが存在している。その他ムーブメントとして存在するのは70年代のザンビアで起った「ザムロック」である、旧来のザンビアの音楽と英米のサイケデリック・ロックのフュージョンジャンルである。代表的なバンドとしてW.I.T.C.H.、The Peace、Amanaz等が存在する。ただしこのムーブメントは80年代終わり頃にエイズの蔓延と政情不安を原因としてほぼ滅んだ。西部および中央アフリカでは電気楽器自体の使用が不安定な関係から、あまり普及しているとは言えない（シーンが存在するレベルではないという意味）。

## 音楽業界
アフリカのアーティストにとって、コンサートは業界で収入を得る数少ない方法の1つであった。著作権侵害と消費者行動の変化が、レコードの売上減少の背後にある。アフリカでは、著作権法の施行は依然として弱いままである。MusikBiは、アフリカで最初の合法的な音楽ダウンロードWeb サイトである。ストリーミングを提供しておらず、アフリカのインターネット速度によって制限されている。アフリカ諸国 (ケニア、ガンビア、南アフリカ) では、アメリカの音楽に与えられた放送時間に対する抗議が見られた。ジンバブエでは、放送時間の75%を地元の音楽に割く必要がある。保護活動により、ジンバブエではアーバン・グルーヴスのような新しいジャンルの成長が見られた。2016年、ソニー・ミュージックはナイジェリアにオフィスを開設し、アフリカでの事業を開始した。従来、西側の主要な国際スタジオのサービスはアフリカでは利用できず、彼らの音楽に対する地元の需要は著作権侵害によって満たされていた。
 